# Shaun Martin

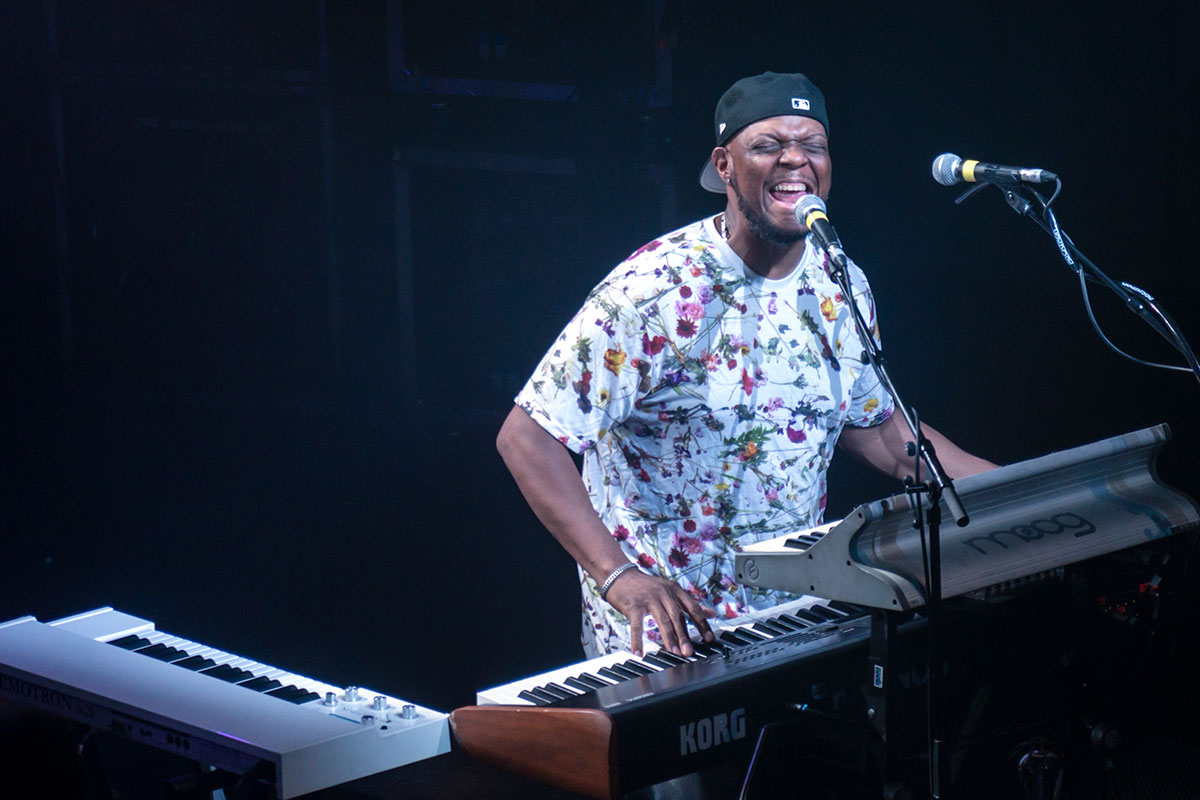
Shaun Martin (2022)

Harold Shaun Martin (* 23. August 1978 in Dallas; † 3. August 2024) war ein amerikanischer Gospel- und Fusionmusiker (Piano, Keyboard, Komposition, Arrangement) und Musikproduzent, der als Mitglied von Snarky Puppy und musikalischer Leiter von Kirk Franklin international bekannt wurde.

## Leben und Wirken
Martin erhielt von seiner Mutter Klavierunterricht, seit er vier Jahre alt war; er lernte klassische Musik und Jazz. In der Kirche lernte er die Gospelmusik kennen. Als Jugendlicher besuchte er die Booker T. Washington High School for the Performing Arts in Dallas, dann das Weatherford College; an der University of North Texas schloss er mit dem Bachelor ab.
Martin etablierte sich bereits nach seinem College-Abschluss als Studiomusiker. In den späten 1990er Jahren begann er eine langjährige Zusammenarbeit mit Kirk Franklin, für den er als musikalischer Leiter und Co-Produzent seiner Alben tätig war. Nachdem er mit Erykah Badu auf ihrem Album Mama’s Gun (2000) mitwirkte, arbeitete er auch mit Timbaland, Chaka Khan, Yolanda Adams, Tamela Mann und anderen. Auch tourte er mit Björk. Seit 2010 gehörte er zu Snarky Puppy, mit denen zehn Alben entstanden. Mit anderen Mitgliedern von Snarky Puppy ist er auch auf dem 2017 erschienenen Album Sky Trails von David Crosby zu hören. 2015 veröffentlichte er sein erstes Soloalbum 7 Summers, dem zwei weitere folgten.
Martin erhielt vier Grammys für seine Arbeit mit Franklin. Auch mit Snarky Puppy sind drei Grammys zu verzeichnen. Im April 2023 erlitt er einen schwerwiegenden Schlaganfall, an dessen Folgen er am 3. August 2024 starb. Die große Trauerfeier fand am 17. August 2024 in der Friendship-West Baptist Church in Dallas statt, deren Minister of Music er gewesen war und wo er die musikalische Leitung der Gottesdienste übernahm, wenn er nicht auf Tournee war.

## Diskographische Hinweise
- 7 Summers (Ropeadope, 2015)
- Focus (Ropeadope, 2018)
- Three-O (Ropeadope, 2020)